# Relaciones Catar-Ecuador
Las relaciones Catar-Ecuador se refiere a las relaciones diplomáticas que existen entre el Estado de Catar y la República del Ecuador que se establecieron el 20 de junio de 1975 luego de que Ecuador reconociera la independencia de Catar en 1972. El 15 de enero de 2012 se abrió la embajada del Ecuador en Doha, y en respuesta, el 31 de octubre del mismo año (2012) se abrió la embajada de Catar en Quito. Ambos países son miembros de la OPEP.

## Turismo

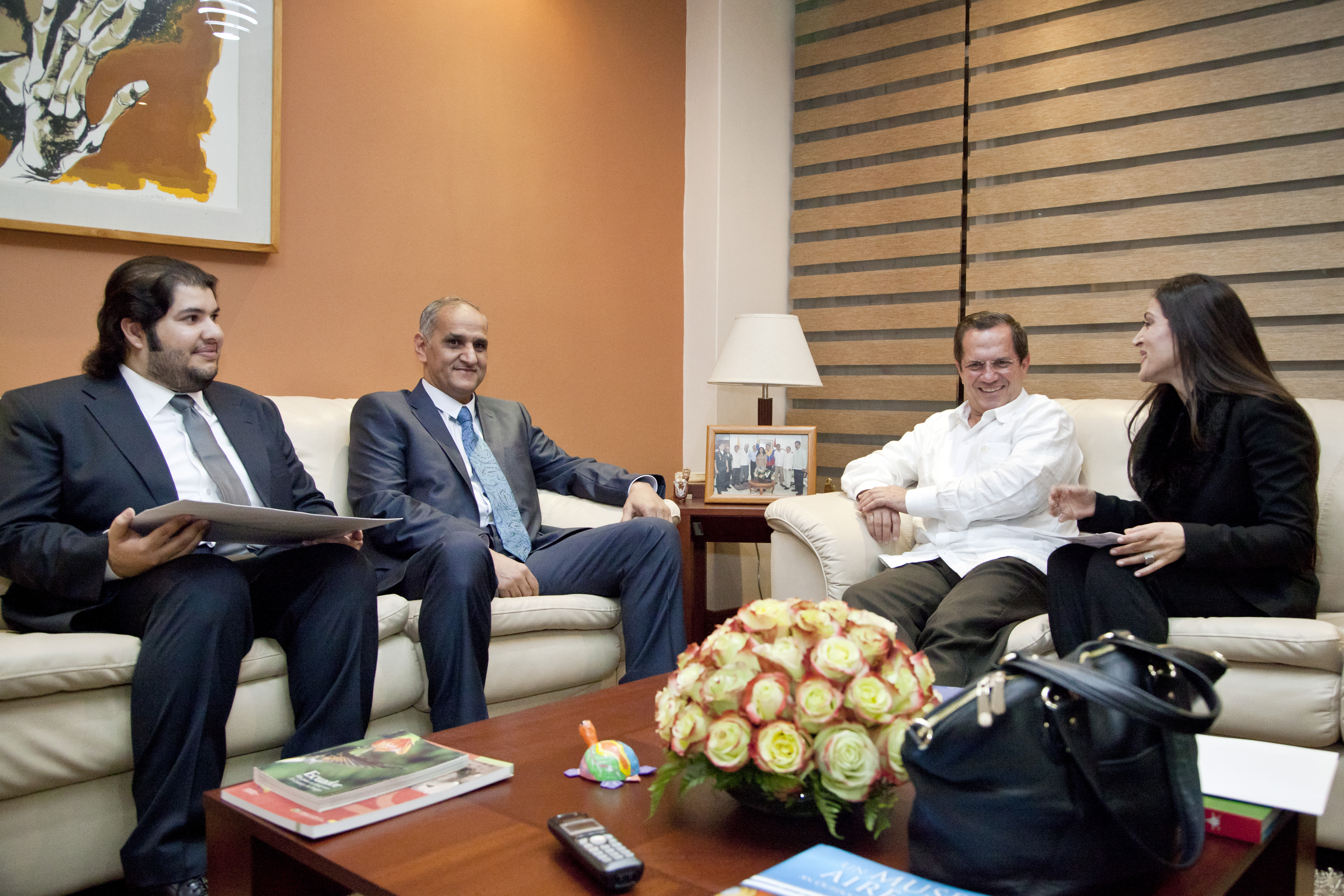
La reunión entre el embajador de Catar en Ecuador y el ministro de Relaciones Exteriores de Ecuador sobre turismo, febrero de 2013.

El campo más destacado en el que cooperan Ecuador y Catar es el campo del turismo, Catar y Ecuador están tratando de desarrollar el turismo en sus países y tienen un destino común: la mayoría de los turistas prefieren viajar a los países que los limitan que a ellos, Es más probable que vayan a Arabia Saudita que a Catar, y es más probable que vayan a Colombia o Perú que a Ecuador. Se realizó una reunión sobre el tema el 16 de febrero de 2013 en Ecuador. El tema principal del encuentro fue la falta de vuelos entre Catar y Ecuador y las dificultades del camino que hay que recorrer para llegar uno al otro. Los trenes que quieran ir a Ecuador tendrán que hacer escala en París, Londres, Madrid, Nueva York o Ámsterdam y el tiempo de vuelo acumulado es de 24 a 30 horas de vuelo. Como resultado, en la reunión se firmó un acuerdo para abrir una nueva línea de Qatar Airways desde Doha a Quito. Algo que ahorra cientos de dólares y hasta 10 horas de vuelo. Con la nueva línea, un vuelo a Ecuador tiene una duración de entre 20 y 21 horas.

## Controversia sobre la revolución de Chávez
Ecuador es considerado, como parte de los "países bolivarianos", como partidario de la revolución socialista en América Latina bajo el liderazgo del presidente venezolano Hugo Chávez , Estados Unidos se opuso a la medida y las relaciones entre Venezuela y Estados Unidos se rompieron debido a la decisión de Hugo Chávez. oposición al capitalismo (por eso también se rompieron las relaciones entre Israel y Venezuela ). Catar vs Ecuador, aliado de Estados Unidos, así surgió la disputa respecto al asunto, respecto a la disputa hubo varias reuniones, se realizaron tres reuniones en presencia de un importante estadounidense. Las reuniones no ayudaron y la disputa se resolvió sólo con la muerte del presidente venezolano y su sustitución por otro presidente. Los temas de las reuniones a veces derivaban hacia otros temas, por ejemplo, el calentamiento de las relaciones de Estados Unidos con los países latinoamericanos o la situación en Oriente Medio.